# Strath Taieri

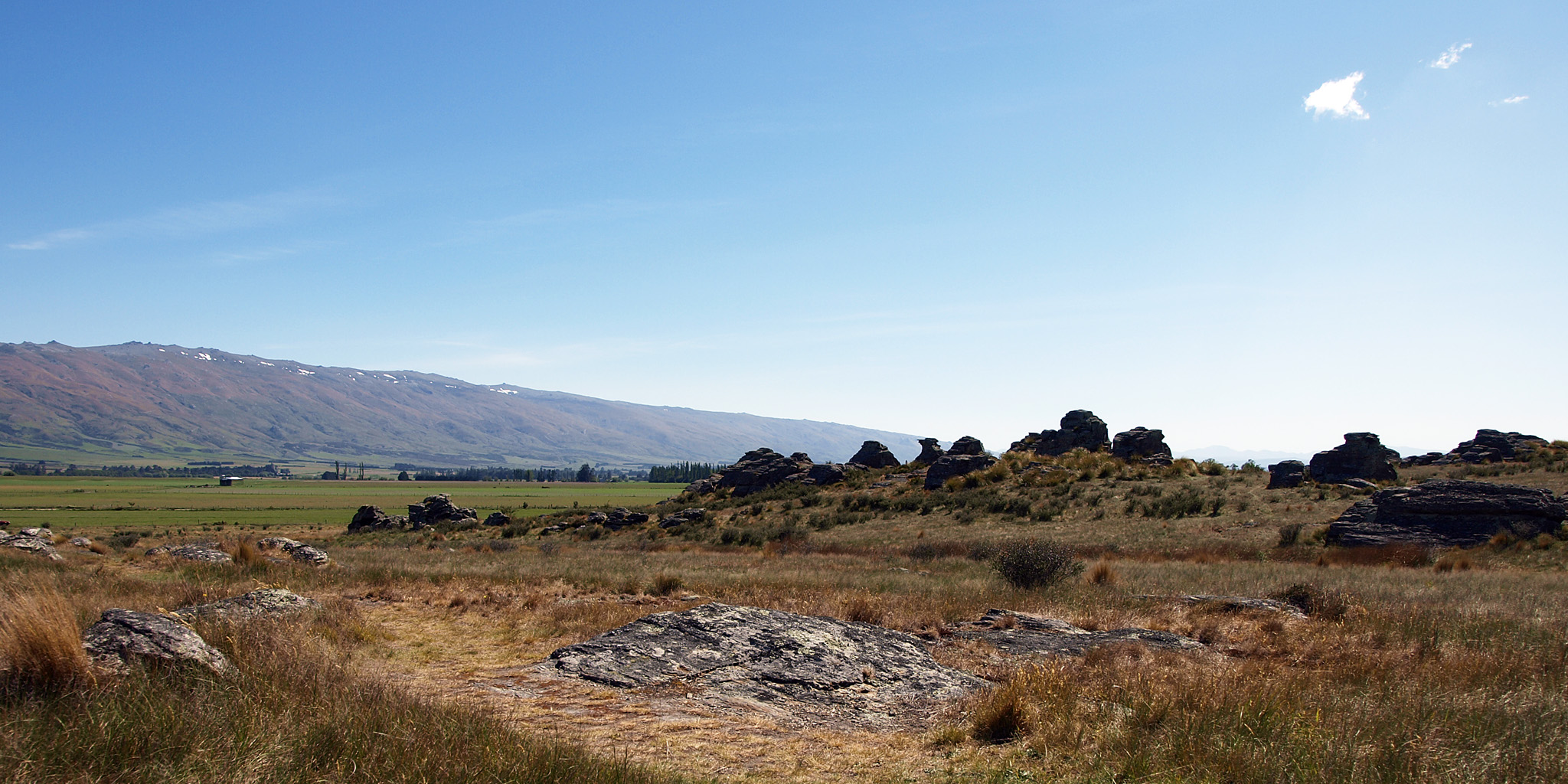
Strath Taieri mit den Rock and Pillar Range

Die Strath Taieri ist eine von zwei Gebirgszügen begleitete fruchtbare Ebene des Taieri River in Otago auf der Südinsel Neuseelands.

## Geografie
Die Strath Taieri liegt im nördlichsten Teil des Dunedin District ca. 50 km vom Pazifischen Ozean entfernt. Begrenzt von den Rock and Pillar Range im Nordwesten und den Taieri Ridge im Südosten, verläuft das ehemalige Gletschertal mittig vom Taieri River durchzogen in südwestlicher Richtung. Hauptverbindungsader ist der New Zealand State Highway 87, der auch direkt durch Middlemarch führt, die größte Stadt und Ansiedlung in der weitläufigen Ebene.

## Geschichte
Es gibt einige wenige Belege dafür, dass vor dem Eintreffen der europäischen Siedler, in der Ebene von Strath Taieri Māori ihre Camps für die Jagd gehabt haben. So wurden beispielsweise in einer Höhle Fragmente von Kleidungsstücken der Maori und Überreste des einst in der Ebene lebenden Moas gefunden, der heute, entsprechend präpariert, in dem Otago Museum in Dunedin am Eingang die Besucher erstaunen lässt. Erst Mitte des 19. Jahrhunderts kamen die ersten Siedler in das breit angelegte sumpfige Tal des Taieri River, um Land urbar zu machen und Farmwirtschaft zu betreiben. Die Grundlage dazu hatte der Landvermesser und Planer Charles Henry Kettle (1821–1862) gelegt, der 1847 als erster Europäer das Tal betrat, erkundete und dokumentierte. Es folgten die Goldsucher, die nach dem Goldrausch in Otago (1861–1863) auf ihrer Durchreise und Suche nach noch mehr Gold ihre Spuren entlang der Rock and Pillar Range hinterließen. Die ersten Siedlungen entstanden.
Es war der walisische Rechtsanwalt Edward Wingfield Humphreys (1845–1892), der die Besiedelung von Strath Taieri vorantrieb. 1868 kaufte er riesige Mengen des sumpfigen Landes im nördlichen und mittleren Teil der Ebene und baute eine Farmwirtschaft auf. Die zahlreichen Menschen, die er beschäftigte, lebten auf der Farm in einer Siedlung, die spätestens 1880 als Middlemarch bekannt wurde und heute noch als zentrale und wichtigste Stadt in der Ebene existiert.
Mit der Eröffnung der Otago Central Railway Line im Jahre 1891 kam ein Zustrom von Reisenden von Dunedin nach Middlemarch und in die Ebene von Strath Taieri. Der Handel und der Transport von Gütern florierte und bekam einen weiteren Aufschwung, nachdem die Eisenbahnverbindung zwischen 1917 und 1921 noch bis Cromwell erweitert wurde.
Später 1990, nachdem guten Straßenverbindungen den Transport auf der Schiene gänzlich unwirtschaftlich werden ließ, wurde die Zugverbindung nach Middlemarch eingestellt. Was der Region noch blieb, war die Landwirtschaft und die Schafzucht.

## Natur und Landschaft
Die Landschaft besteht aus fruchtbarem Land, gebildet von den Gletscherablagerungen, dem Schwemmland des Taieri und der reichlichen Wasserzufuhr durch den Fluss, die heute allerdings größtenteils über Bewässerungsanlagen manuell vorgenommen wird. Dort, wo nicht intensiv Landwirtschaft betrieben wird, wächst dominierend das Tussock, welches in Neuseeland in 16 verschiedenen Formen aktuell vertreten ist.

## Nutzung
Noch heute stellt die landwirtschaftliche Nutzung und die Schafzucht die Haupteinnahmequelle der Bewohner von Strath Taieri dar. Der Tourismus nimmt, mit Ausnahme von Middlemarch, für Strath Taieri eine unbedeutende Stellung ein. Lediglich auf dem Track der alten Eisenbahnlinie kommen heute Touristen mit dem Taieri Gorge Railway nach Middlemarch, um dann nach einem einstündigen Imbiss wieder die Rückreise durch das malerische Tal des Taieri Gorge anzutreten. Einzige Ausnahme stellen die Reisenden dar, die per Fahrrad dem Otago Central Rail Trail folgen wollen, die Verbindung nach Clyde und Cromwell, die 16 lange Jahre harten Eisenbahnbau zu Beginn des 20. Jahrhunderts gesehen hat.
Wenig touristisch genutzt, aber äußerst sehenswert, ist der einzige Salzsee Neuseelands, der Sutton Salt Lake, der 6 km südöstlich von Middlemarch, am südlichen Ende der Ebene, nahe dem New Zealand State Highway 87 zu finden ist.
Der Taieri River wird auch in Strath Taieri, wie überall in seinem Flussverlauf, intensiv für den Angelsport genutzt.